# Metz

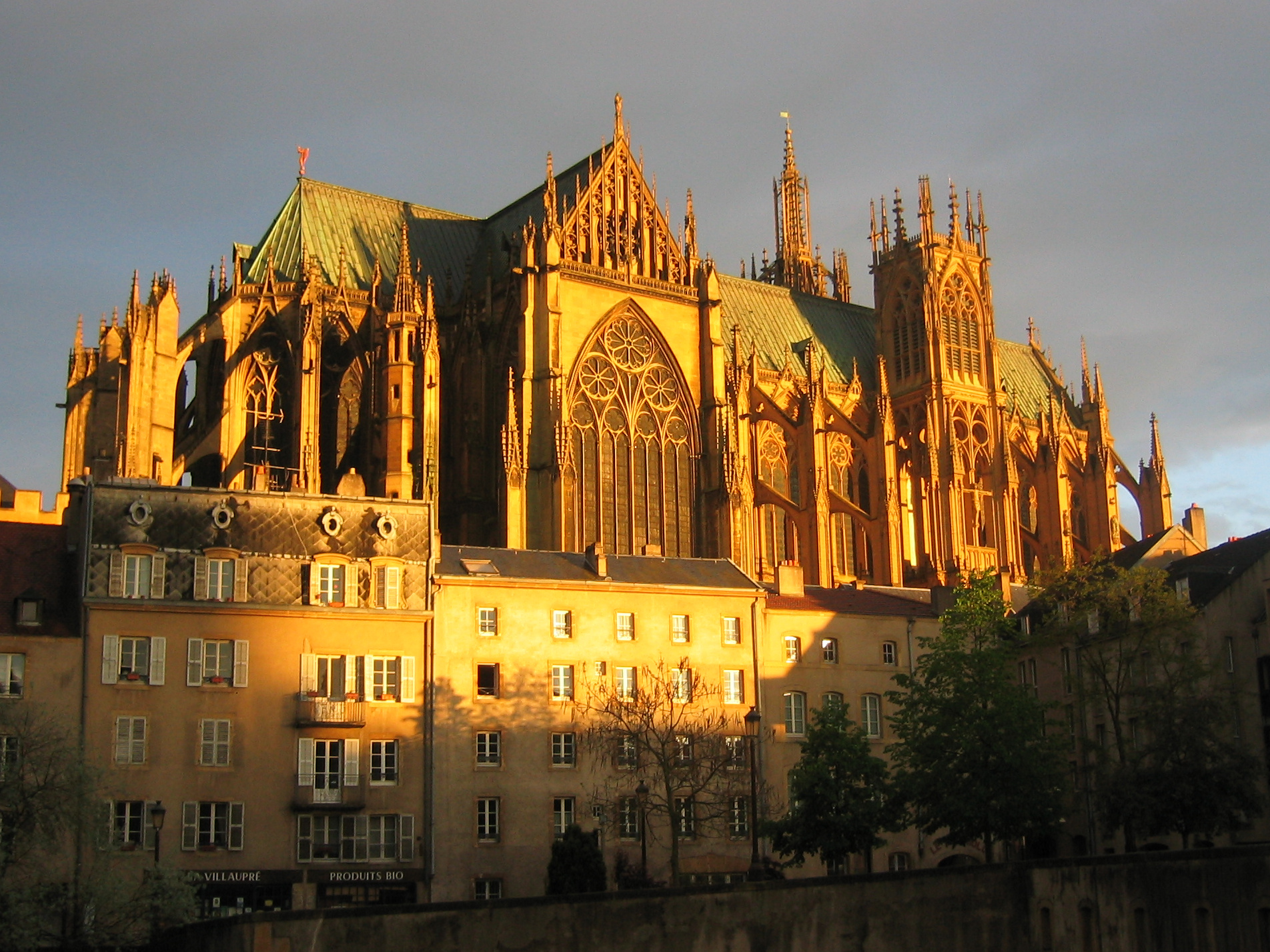
Kathedraal van Metz

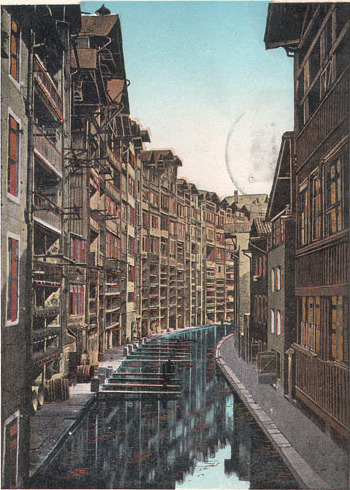
Rue des Tanneurs rond 1900

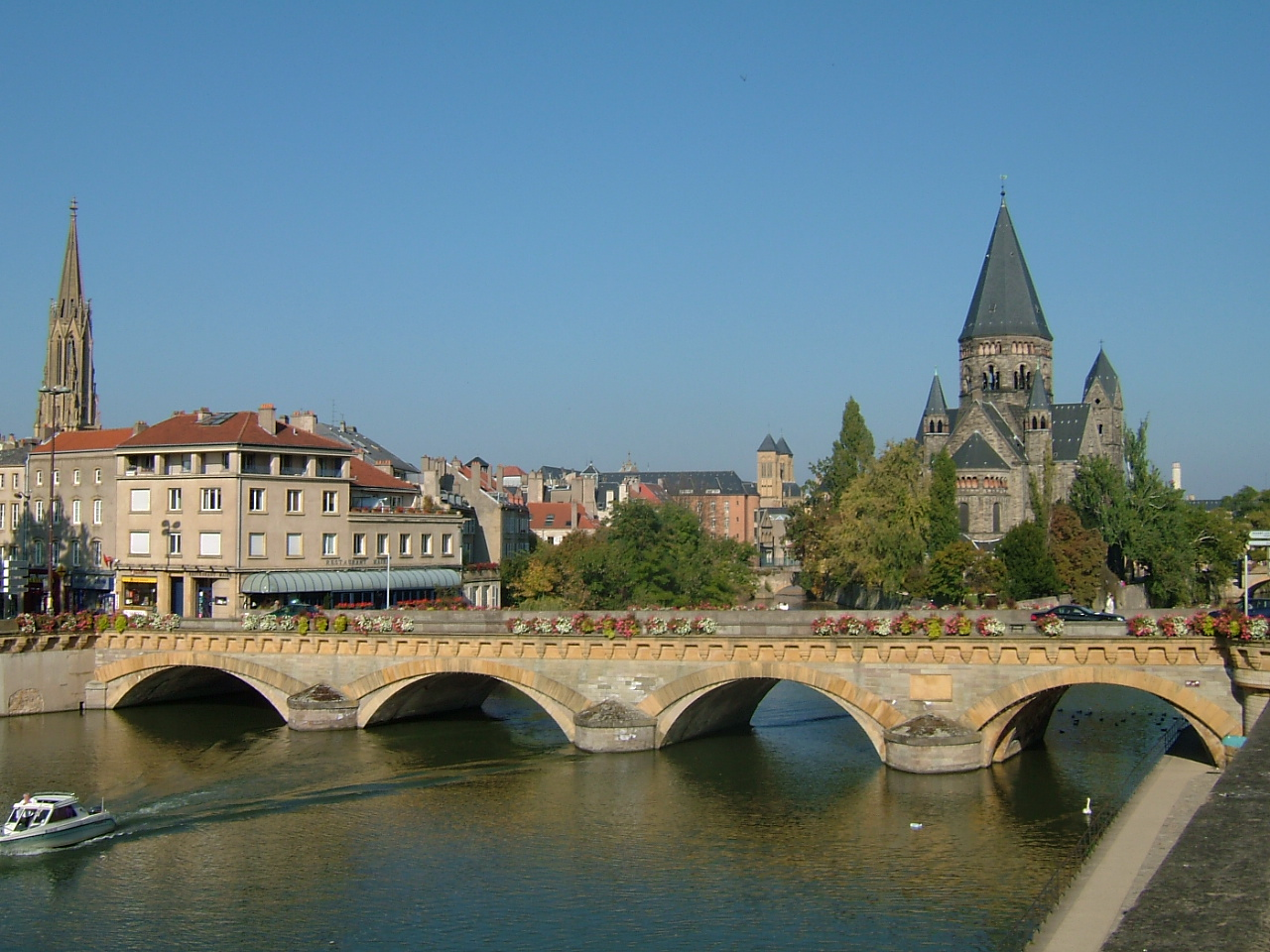
Moyen Pont over de Moezel

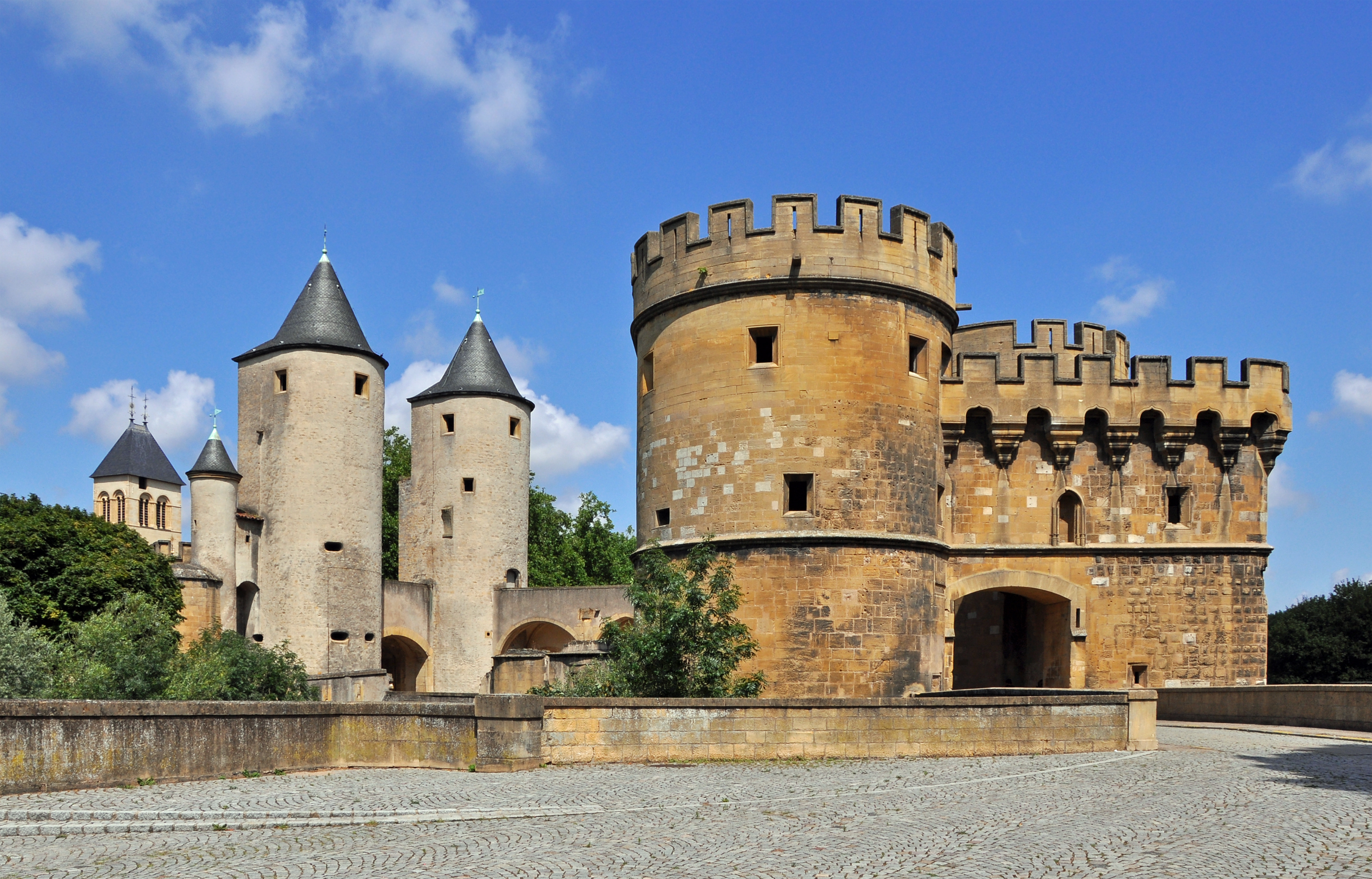
Porte des Allemands

Metz (Franse uitspraak: [mɛs], mes) is een stad in het noordoosten van Frankrijk, de hoofdstad van de voormalige regio Lotharingen en van het departement Moselle (57). De stad ligt langs de oever van de Moezel. De gemeente telde 121.695 inwoners op 1 januari 2022.

## Geschiedenis

### Oudheid en vroege middeleeuwen
De stad werd vernoemd naar de Gallische stam der Mediomatrices. Ze bouwden hun oppidum aan de samenvloeiing van Moezel en Seille, op de 183 meter hoge heuvel van Sainte-Croix. Na de Romeinse verovering werd Metz, onder de naam van Divodorum Mediomatricorum, een van de voornaamste steden van Gallië, met 40.000 inwoners, meer dan Parijs, en rijk door zijn uitvoer van wijn. De stad kreeg met 1100 meter het langste aquaduct van het Romeinse Rijk.
Mogelijk was het al in de 3e eeuw een bisschopszetel. In de provincie Belgica Prima moest het enkel Trier laten voorgaan. De stad werd op 7 april 451 door Attila geplunderd. 
Aan het begin van de middeleeuwen, in de Frankische tijd, was de naam van de stad Mettis of Metis. Onder de Merovingen was het een hoofdstad van het koninkrijk Austrasië. Arnulf van Metz was er begin 7e eeuw bisschop, en na hem was de dynastie van de Arnulfingen er gevestigd. Voor de Karolingen was dit van groot belang: in de Sint-Arnoldusabdij werden Karel de Grotes vrouw Hildegard en hun zoon Lodewijk de Vrome begraven. Binnen en buiten de stadsmuren van Metz waren er niet minder dan 36 processiekerken, allemaal gebouwd in die periode, waaronder acht benedictijnerkloosters.

### Grensstad in het Heilig Roomse Rijk (870-1522)
Na de dood van koning Lotharius II liet Karel de Kale zich in Metz tot zijn opvolger kronen. Het volgende jaar, in 870, viel Midden-Francië uit elkaar door het Verdrag van Meerssen. Metz kwam in het grensgebied van het Heilige Roomse Rijk te liggen. De macht werd uitgeoefend door de graven van Metz, eerst binnen het hertogdom Lotharingen en vanaf 965 Opper-Lotharingen. De bevolking van deze dicht bij de taalgrens gelegen stad sprak een Frans dialect. De Europese uitstraling van Metz in die tijd blijkt uit de weerklank van de kerkelijke hervormingen van aartsbisschop Chrodegang in de 8e eeuw en van het monastieke model dat bisschop Adalbero in 933 initieerde in de abdij van Gorze.
In concurrentie met de koninklijke graven verzamelden de bisschoppen van Metz heel wat wereldlijke macht. Ze duidden paltsgraven aan en werden uiteindelijk zelf eerst graaf-bisschoppen en dan prins-bisschoppen van Metz. Binnen de Trois-Évêchés was het prinsbisdom voornamer dan Toul en Verdun. In de late middeleeuwen ontworstelde Metz zich aan het gezag van de prins-bisschoppen. Na een eerste tentatieve stap in 1180 werd het tegen 1210 een vrije rijksstad. In die periode verdriedubbelde de oppervlakte binnen de stadsmuren. De ruim 30.000 inwoners werden oligarchisch bestuurd door zes paraiges. Ze namen de maat van bisschop Jan I van Aspremont, die in 1225 het graafschap Metz bij zijn domein had gevoegd. Hij verloor de Guerre des Amis (1231-1234). De stad, toen een van de grootste van het Rijk, bereikte zijn krachtigste bloei onder bisschop Jacob van Lotharingen, die alle kerken in recordtijd liet ver- of herbouwen in een homogene gotische stijl. Het startschot was de reconstructie van de kathedraal in 1243.

### Grensstad in Frankrijk (1552-1871)
In 1552 bezette de Franse koning Hendrik II de drie bisschopssteden Metz, Toul en Verdun. Daarmee gaf hij uitvoering aan het pact dat hij had gesloten met drie protestantse rijksvorsten die zich verzetten tegen keizer Karel V. Die reageerde met een beleg, maar kon de stad niet heroveren. De feitelijke machtswissel betekende niet dat hervormingsgezinden voortaan vrij spel hadden in Metz; integendeel besliste het stadsbestuur in 1525 tot vervolging van lutherse drukkers en boekhandelaars.
Onder het Franse bestuur van gouverneurs en intendanten verloor de stadsrepubliek aan autonomie, tot ze in 1634 helemaal ten einde kwam. Het jaar voordien had Metz een parlement gekregen. De inlijving ten nadele van het Heilig Roomse Rijk werd in 1648 definitief erkend. Metz veranderde dan in garnizoensstad met een citadel.

### Duitse periode (1871-1918)
In de Frans-Duitse Oorlog van 1870 had Metz een strategische rol. De Franse opperbevelhebber Bazaine trok erheen met het Rijnleger, maar raakte ingesloten. Vanuit de vesting Metz zag hij hoe de ontzettingsmacht bij Sedan in de pan werd gehakt. Hij hield het nog vol tot 27 oktober en gaf zich dan met 120.000 manschappen over, wat hem later op een veroordeling wegens verraad kwam te staan. De Vrede van Frankfurt hechtte Metz aan bij het Duitse keizerrijk. Het was van 1871 tot 1919 hoofdstad van het Duitse district Lotharingen. Na de annexatie bleef de stad groeien, vooral ook omdat veel Duitse immigranten zich er vestigden. Enkele decennia zou de stad een Duitstalige meerderheid hebben. Opvallend zijn de enorme gebouwen in neoromaanse of neogotische stijl die in de Duitse periode werden gebouwd. Ook werd in 1901-1906 een Ring aangelegd op een deel van de gesloopte stadswallen. Sinds de Eerste Wereldoorlog hoort Metz weer bij Frankrijk, met uitzondering van de inlijving bij nazi-Duitsland tijdens de Tweede Wereldoorlog.

### Tweede Wereldoorlog
Het Duitse leger bezette Metz een tweede keer op 17 juni 1940, drie dagen nadat het tot open stad was verklaard. In weerwil van de capitulatievoorwaarden die enkele dagen later werden overeengekomen, beschouwden de nazi's de Lorreinen als Duitsers. Op 25 juli werd de grens van 1871 hersteld en op 30 november werd de annexatie van het departement Moselle bij het Derde Rijk officieel. De Messins kwamen terecht in de rijksgouw Westmark onder Josef Bürckel. Velen dienden als malgré-nous in het leger. Wie blijk gaf van onvrede werd uitgezet, terwijl in de andere richting de immigratie van Deutschstämmigen werd gestimuleerd. Een Amerikaans offensief onder Patton maakte een einde aan de Duitse bezetting. De Slag om Metz vergde veel van de bevrijders, maar na een drietal maanden strijd konden ze op 22 november 1944 de stad intrekken. De opruiming van de laatste forten duurde nog tot 13 december.

### Na 1945
Het historische centrum, dat de wereldoorlogen goed had doorstaan, werd in de decennia daarna zwaar herbouwd. De bombardementen hadden een woningnood gecreëerd die met drastische middelen werd aangepakt. In 1947 trad de 33-jarige burgemeester Raymond Mondon aan, die tot 1970 het gezicht van de stad zou bepalen. Zijn modernistische ingrepen en in mindere mate die van zijn opvolger Jean-Marie Rausch tastten vooral in de jaren '60 en '70 het stadsweefsel aan. Economisch kwam de stad er wel weer bovenop. Er kwam een vliegveld, de Moezel werd gekanaliseerd, autosnelwegen en TGV-verbindingen werden aangelegd. In 1983 ging de Technopôle Metz 2000 van start, een wijk rond diensten, telecommunicatie en onderwijs. De blik werd ook gericht op samenwerking over de grenzen met Luxemburg en het Saarland. In 2010 opende het Centre Pompidou-Metz, een museum voor moderne kunst dat afhangt van het Centre Georges Pompidou.

## Geografie
De oppervlakte van Metz bedroeg op 1 januari 2022 41,94 vierkante kilometer; de bevolkingsdichtheid was toen 2.901,6 inwoners per km².
De onderstaande kaart toont de ligging van Metz met de belangrijkste infrastructuur en aangrenzende gemeenten.

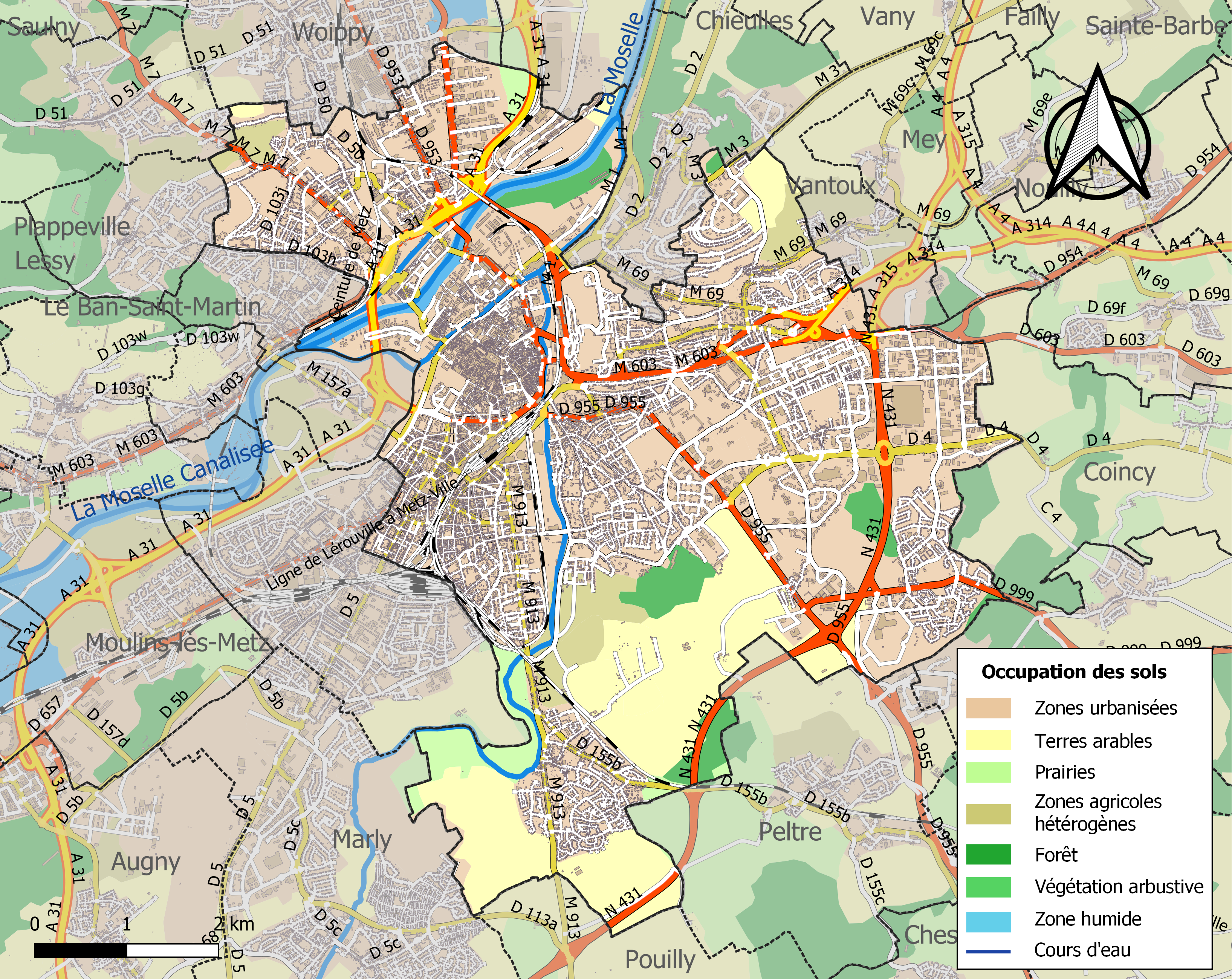

## Demografie
Onderstaande figuur toont het verloop van het inwonertal (bron: INSEE-tellingen).

## Verkeer en vervoer
In de gemeente liggen de spoorwegstations Metz-Chambière, Metz-Nord en Metz-Ville.
Sinds 5 oktober 2013 rijdt de mettis, twee hoogwaardige buslijnen A en B gereden door dubbelgelede bussen met een een totale afstand van 17,8 kilometer in de gemeenten Woippy en Metz. De bussen hebben hun eigen rijstroken en op de kruispunten hebben ze voorrang met signalering als bij tramwissels. Beide lijnen hebben een gemeenschappelijke traject van 5,4 km lang met tien gemeenschappelijke haltes in de binnenstad.

## Bezienswaardigheden
- Het Centre Pompidou-Metz, een dependance van het Centre Georges Pompidou, werd in mei 2010 geopend.
- De gotische kathedraal van Metz werd gebouwd tussen 1243 en 1552. Ze is vooral beroemd voor de hoge gewelven en de grote hoeveelheid gotische glas-in-loodramen.
- De Saint-Pierre-aux-Nonnains kerk is de oudste nog bestaande kerk van Frankrijk. Ze werd gebouwd tussen 370 en 400.
- De romaans-gotische Saint-Maximin kerk (12e-18e eeuw) heeft vierentwintig ramen met gebrandschilderd glas ontworpen door Jean Cocteau. Het gaat om het laatste meesterwerk van Cocteau: zijn patronen dateren uit 1962, maar werden postuum aangebracht aan het einde van de jaren zestig.
- De Sint-Arnoldusabdij is een voormalige benedictijnerabdij (6e eeuw-geplunderd in 1794). In de 19e eeuw werd een militaire school opgericht in de overblijfselen.
- De stadspoort Porte des Allemands aan een brug over de rivier de Seille.
- Het Hôtel de Gargan, een gotische residentie uit de 15e eeuw.
- De neoromaanse Synagoge van Metz (1847-1850).
- Het neoromaanse postkantoor van Metz werd opgetrokken onder de Duitse keizer Wilhelm II tussen 1907 en 1911.
- Het Station Metz-Ville dateert uit 1908 en werd net als het naburige postgebouw opgetrokken in neoromaanse stijl onder Wilhelm II.
- Het standbeeld van Gilbert du Motier de la Fayette.

## Onderwijs
- CentraleSupélec
- École Supérieure d'Électricité
- Universiteit van Metz
- Georgia Tech Lorraine

## Sport
FC Metz is de professionele voetbal club van Metz en speelt in het Stade Saint-Symphorien. De club speelt meestal in Ligue 1, het hoogste Franse niveau.
Metz is 41 keer etappeplaats geweest in de wielerkoers Ronde van Frankrijk. Voorlopig de laatste keer was in 2012. De Italiaan Raffaele Di Paco won maar liefst drie etappes naar Metz (in 1931, 1932 en 1935).

## Partnersteden
- Gloucester (Verenigd Koninkrijk)
- Hradec Králové (Tsjechië)
- Karmiël (Israël)
- Trier (Duitsland), sinds 1957
- Saint-Denis (Frankrijk), sinds 1986

## Geboren
- Pierre-Louis Roederer (1754-1835), econoom, politicus, diplomaat en historicus
- Jean-François Pilâtre de Rozier (1757-1785), natuurkundige en luchtvaartpionier
- Louis-Luc Loiseau de Persuis (1769-1819), componist
- Antoine Richepanse (1770-1802), generaal
- François Étienne de Kellermann (1770-1835), cavalerie-generaal
- Jean-Victor Poncelet (1788-1867), meetkundige en ingenieur
- Ambroise Thomas (1811-1896), componist
- Louis Le Prince (1842-?), uitvinder
- Paul Verlaine (1844-1896), dichter
- Gustave Kahn (1859-1936), dichter
- Gabriel Pierné (1863-1937), componist
- Frieda von Richthofen (1879-1956), Duits-Amerikaans schrijfster en vertaalster (echtgenote van de Engelse schrijver D.H. Lawrence)
- Jeanne Reuter (1884-1965), Luxemburgs kunstschilder
- Wilhelm Falley (1897–1944), Duits luitenant-generaal
- Heinz Harmel (1906-2000), Duits Waffen-SS-generaal
- Simone Lutgen (1906-1994), Luxemburgs beeldhouwer en graficus
- Arcabas (1926-2018), kunstschilder en beeldhouwer
- Erwin Vandendaele (1945), Belgisch voetballer
- Bernard-Marie Koltès (1948-1989), toneelschrijver
- Olivier Français (1955), Frans-Zwitsers politicus
- Catherine Marsal (1971), wielrenster
- Cyrille Pouget (1972), voetballer
- Bouabdellah Tahri (1978), atleet
- Jonathan Joubert (1979), voetballer
- Sophie Binet (1982), syndicalist
- Julien Gorius (1985), voetballer
- Morgan Parra (1988), rugbyspeler
- Jean-Armel Kana-Biyik (1989), Kameroens voetballer
- Adrien Backscheider (1992), langlaufer
- Griedge Mbock Bathy (1995), voetbalster
- Arnaud Lusamba (1997), voetballer
- Justine Lerond (2000), voetbalster

## Galerij

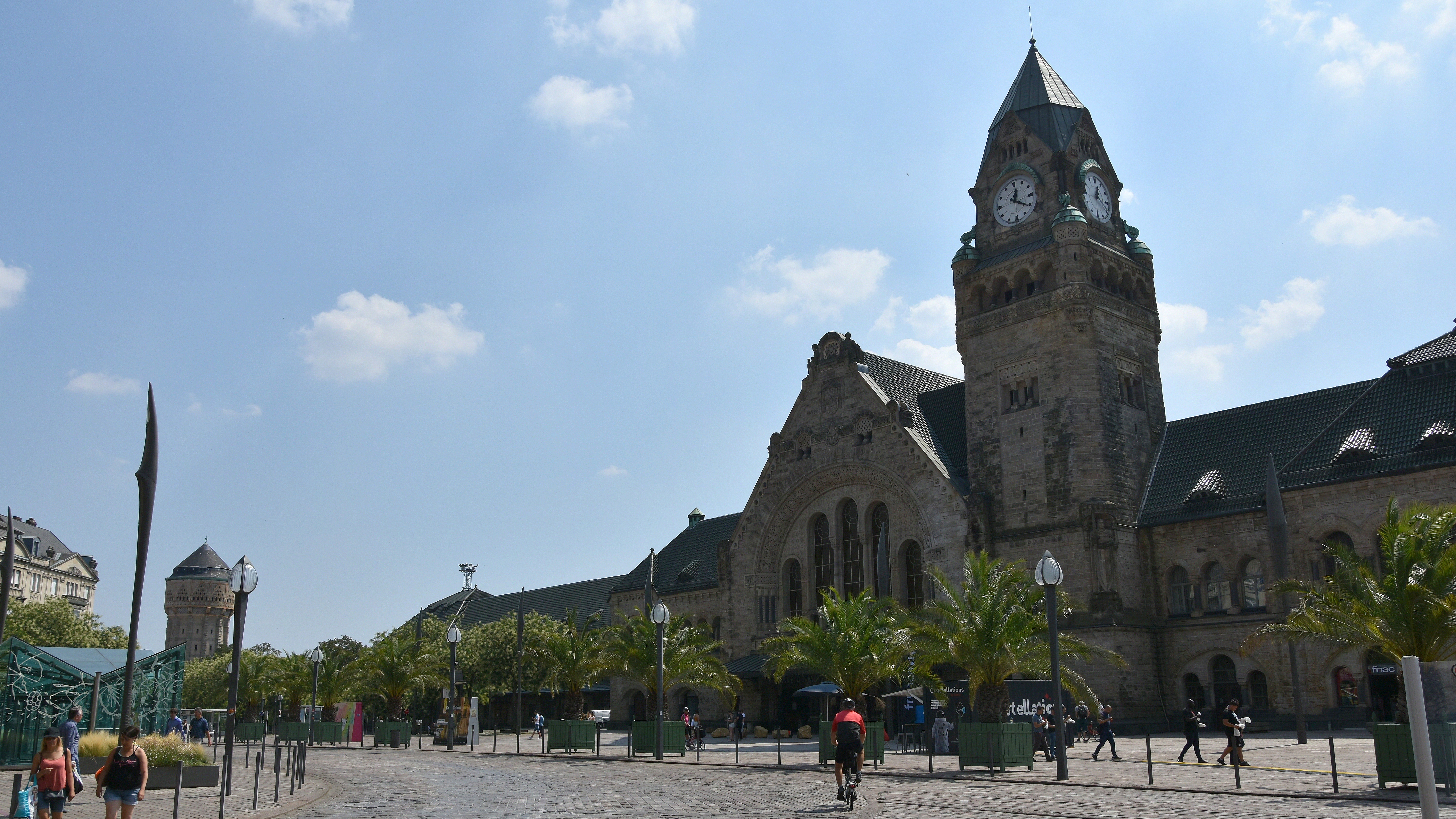
Het treinstation van Metz
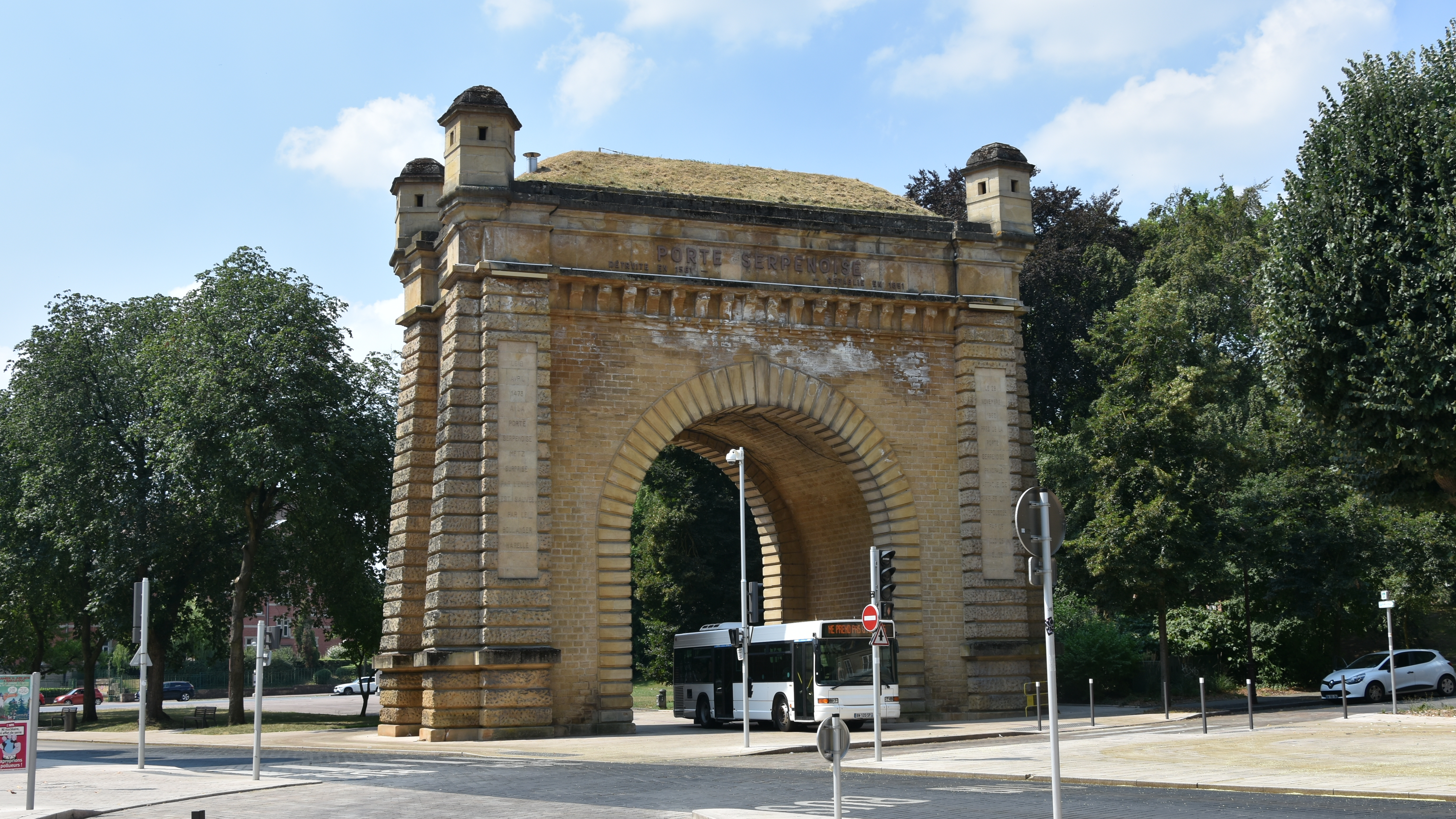
De Porte Serpenoise
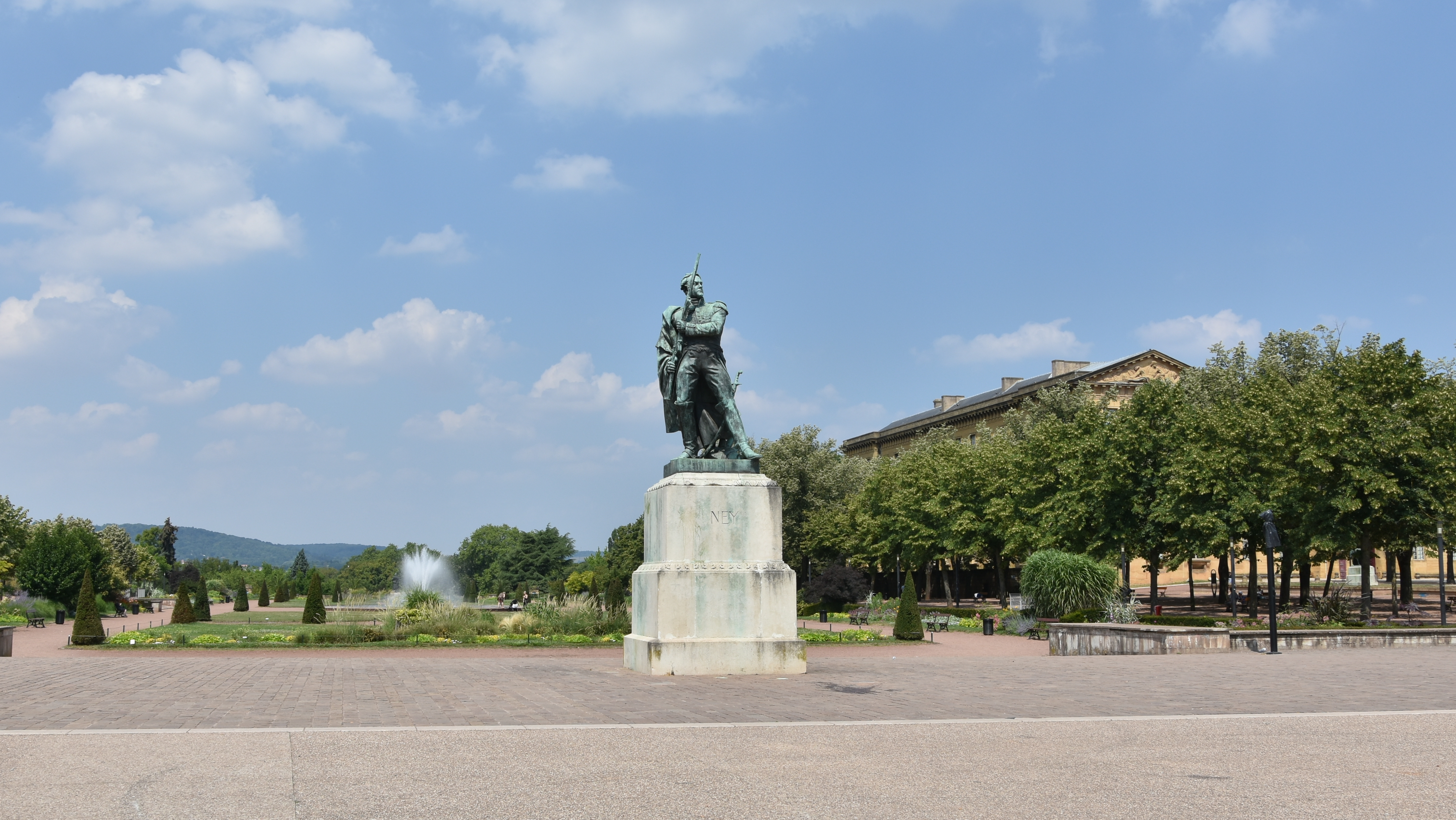
Michel Ney op de Place de la République
Graoully, de draak van Metz